# فالي دي مانزانيدو
بلدية فالي دي مانزانيدو (بالإسبانية: Valle de Manzanedo)‏, هي إحدى بلديات مقاطعة برغش, التي تقع في منطقة قشتالة وليون, والتي تقع في شمال غرب إسبانيا.
يبلغ عدد سكانها 129 نسمة وفقاً لإحصائية سنة (2002).